# Прусакова, Екатерина Александровна
Екатери́на Алекса́ндровна Прусако́ва (род. 23 августа, 1995 года, Москва, Россия) -  российская сноубордистка, выступающая в дисциплинах: биг-эйр, слоупстайл, хафпайп. Мастер спорта России.
- Двукратный серебряный призёр чемпионата России 2013 и 2014 в хафпайпе;
- Бронзовый призёр Чемпионата России по сноубордингу 2012 в хафпайпе.

Екатерина - младшая сестра сноубордистки Марии Прусаковой, участницы Зимних Олимпийских игр 2006 года в Турине.

## Интервью
- BURTON YOUNGSTERS: КАТЯ ПРУСАКОВА